# Japonská císařská armáda
Japonská císařská armáda (Kjúdžitai: 大日本帝國陸軍, Šindžitai: 大日本帝国陸軍, Dai-Nippon teikoku rikugun) byla oficiální pozemní vojenskou složkou Japonského císařství od roku 1867 do roku 1945. Podléhala generálnímu štábu japonské císařské armády (参謀本部 sanbó honbu) a ministru války. Generální štáb i ministr války podléhali císaři, jakožto vrchnímu veliteli armády a námořnictva. Během výjimečného stavu nebo během války přecházely velitelské funkce císaře na císařský generální štáb (大本営 daihonei), ve kterém byli zastoupeni zástupci armády i námořnictva.

## Historie

### Počátky (1868–1875)

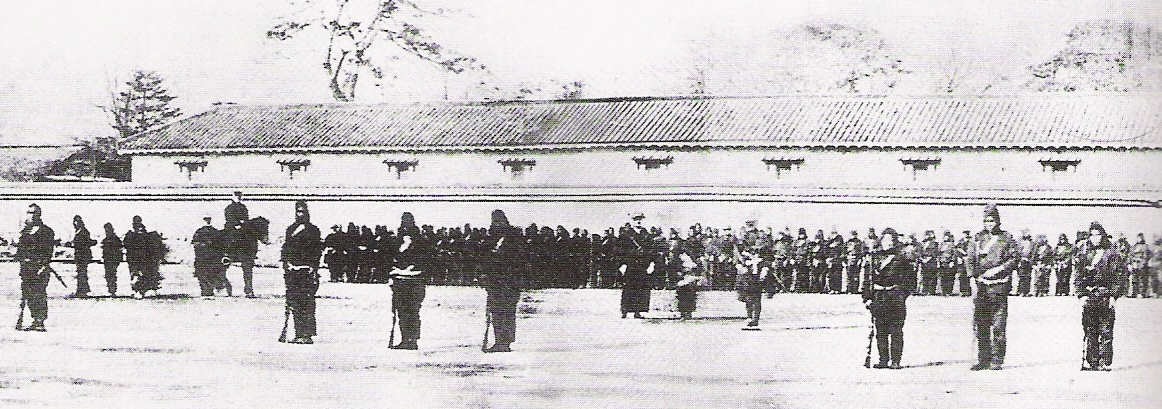
Francouzská vojenská mise v Japonsku trénuje vojáky šógunátu v roce 1867.

Během reforem Meidži se ozbrojené síly loajální císaři sestávaly převážně ze samurajů knížectví Sacuma a Čóšú. Po válce Bošin, svržení šógunátu (bakufu) a obnovení vlády císaře byla zjištěna potřeba vybudovat formálnější armádu, která by byla schopná čelit imperialismu Západu. Ta měla být loajální císaři, místo předchozí loajalitě lokálním vůdcům.
Takto koncipovaná armáda se stala ještě více potřebnou po zrušení feudálních držav (han) v roce 1871. Vláda vyhlásila celonárodní brannou povinnost a všichni muži ve věku od 21 do 40 let byli povinni sloužit v armádě tři roky. Tím se setřel stoletý rozdíl mezi kastou samurajů, kteří měli dříve právo nosit zbraň a sedláky, kterým naopak bylo nošení zbraní zakázáno. Nyní měli nosit zbraně všichni vojáci v armádě bez rozdílu původu. Každá obec měla vojenského úředníka, který vedl podrobné záznamy o jednotlivých domácnostech ve své lokalitě a posílal hlášení je na místní vojenské velitelství.

### Zahraniční pomoc (1872–1890, 1918–1919)

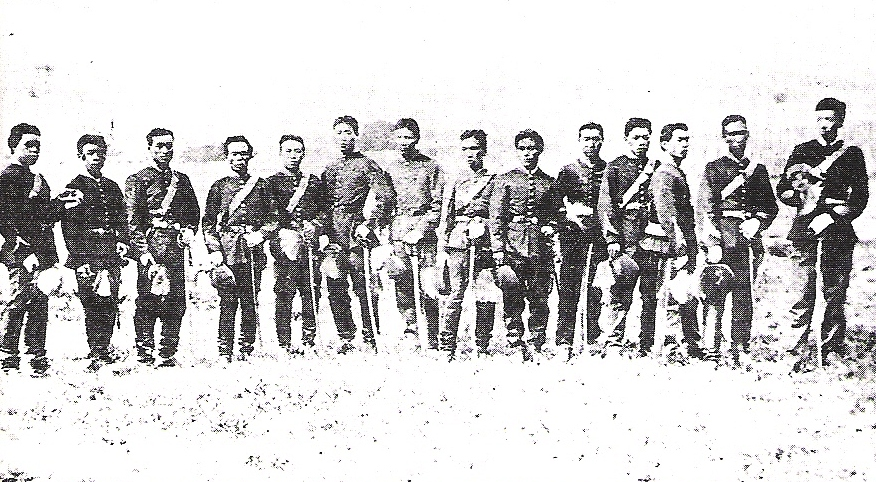
Vojáci císařské armády v roce 1875

Raná císařská armáda se vyvíjela za asistence francouzských poradců, zejména druhé francouzské vojenské mise v letech 1872–1880 a třetí francouzské vojenské mise v letech 1884–1889. Po porážce Francie v prusko-francouzské válce hledala japonská vláda pomoc při budování armády ve vítězném Prusku. Byli najati dva pruští vojenští poradci (major Jakob Meckel, kterého v roce 1888 nahradil von Wildenbrück, a kapitán von Blankenbourg). Ti měli od roku 1886 do dubna 1890 vycvičit generální štáb nové armády. Generální štáb císařské armády byl v prosinci 1878 přetvořen podle vzoru pruského Generalstabu a podřízen přímo císaři. V roce 1881 byla v rámci armády vytvořena také policejní složka Kempeitai.
Dalším známý zahraničním konzultantem byl italský major Pompeo Grillo, který působil v osacké slévárně v letech 1884 a 1888. Toho v letech 1889 až 1890 vystřídal major Quaratezi. Nizozemský kapitán Schermbeck v letech 1883 až 1886 pracoval na vylepšení pobřežní obrany.
V letech 1890 až 1918 Japonsko zahraniční vojenské poradce nevyužívalo. V letech 1918 až 1919 působila v Japonsku čtvrtá francouzská vojenská mise, která byla požádána, aby pomohla s budováním japonských vzdušných sil.

### Tchajwanská expedice (1874)
Prvním zahraničním nasazením císařské armády (a císařského námořnictva) byla tchajwanská expedice v roce 1874. Jednalo se o trestnou výpravu, která byla reakcí na zabití 54 členů posádky ztroskotané obchodní lodě z Rjúkjú místními domorodci na jihozápadě Tchaj-wanu v prosinci 1871.

### Sacumské povstání (1877)

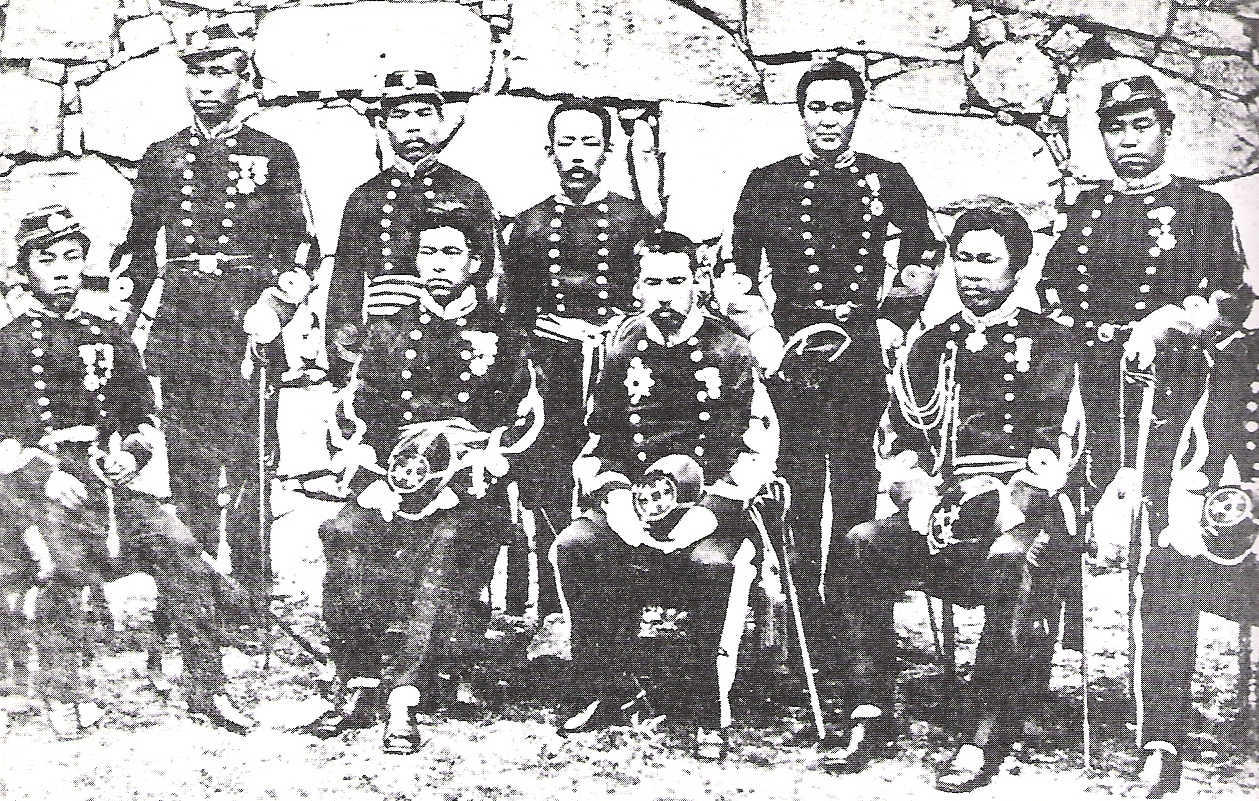
Vojáci císařské armády z kumamotské posádky během sacumského povstání, 1877

Nový pořádek vedl k sérii nepokojů vyvolaných nespokojenými samuraji. Jedním z největších vyjádření nesouhlasu bylo sacumské povstání, které vedl Takamori Saigó. Povstání přerostlo v občanskou válku a bylo rychle potlačeno branci nově vytvořené císařské armády, vycvičenými a vyzbrojenými podle Západu. Paradoxně jádro císařské armády tvořila tokijská policie, která se skládala převážně z bývalých samurajů.
Císařský výnos vojákům a námořníkům (軍人勅諭 Gundžin čokuju) z roku 1882 volal po loajalitě císaři a tvrdil, že rozkazy nadřízených velitelů mají stejnou vážnost jako rozkazy od samotného císaře. Tím byl deklarován blízký vztah armády k císařským institucím.
Vysocí vojenští představitelé měli právo přímého přístupu k císaři a pravomoc prezentovat jeho názory přímo vojsku.
V devadesátých letech 19. století se z císařské armády stala nejmodernější armáda v Asii: dobře vycvičená, vybavená a s vysokou morálkou. Jednalo se ale především o pěší armádu, která v porovnání se svými evropskými protějšky zaostávala v dělostřelectvu a jízdě. Dělostřelectvo používalo děla koupená v Americe a v Evropě, ale těch bylo málo. Navíc výzbroj nebyla unifikovaná a tak se používala děla nejrůznějších ráží, což kladlo další nároky na logistiku.

### První čínsko–japonská válka (1894–1895)

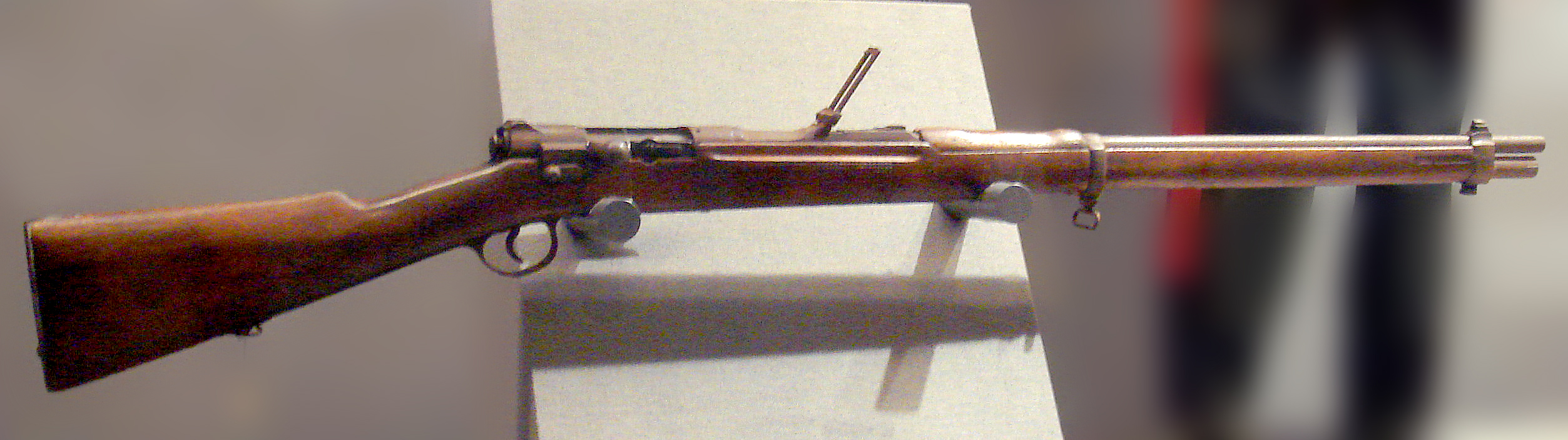
Puška Murata typ 13 byla zavedena do výzbroje v roce 1880 jako první puška domácí konstrukce. Následně byla použita v čínsko-japonské válce.

První čínsko-japonská válka propukla 1. srpna 1894. Během války se jak japonské císařské armádě, tak japonskému císařskému námořnictvu, podařilo porazit ozbrojené síly dynastie Čching. Na straně armády se na vítězství podílelo i to, že byla moderní silou branců, kteří byli dobře vybaveni a vycvičeni v porovnání se svými čínskými protějšky. Výsledkem střetu bylo, že Japonsko převzalo kontrolu nad ostrovem Tchaj-wan, poloostrovem Liao-tung a Pescadorskými ostrovy. Japonci nasadili do bojů na pevnině dvě armády a pět divizí – celkem 120 000 mužů.

### Boxerské povstání (1899–1901)

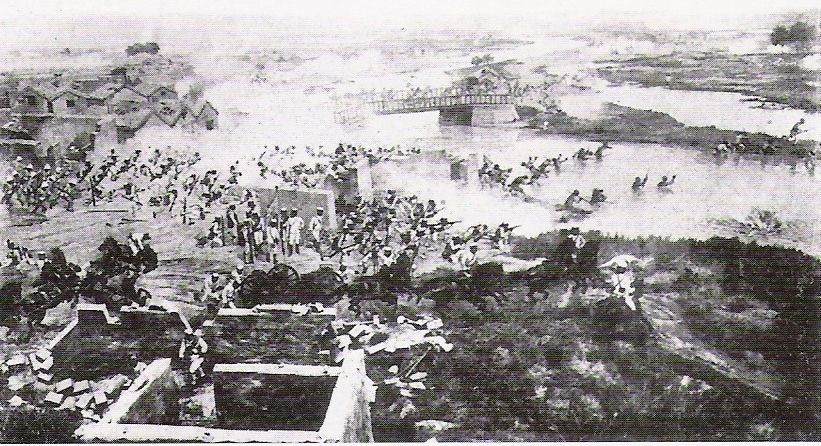
Pád Tchien-ťinu 14. července 1900

V letech 1899 a 1900 se stupňovaly útoky „boxerů“ proti cizincům v Číně, které vyvrcholily obležením diplomatické čtvrti v Pekingu. Takzvaná osminárodnostní aliance, která se vydala na pomoc obleženým cizincům v Pekingu, se skládala z vojáků Japonska, Ruska, Spojeného království, Francie, USA, Německa, Itálie a Rakouska-Uherska. Japonská císařská armáda se podílela silou 20 300 mužů 5. pěší divize, což byl nejsilnější kontingent se všech aliančních sil. Vojáci 5. pěší divize byly součástí Gaseleeho expedice a zúčastnili se dobytí Tchien-ťinu.

### Rusko-japonská válka (1904–1905)
Rusko-japonská válka skončila naprostou porážkou ruských sil na pevnině i na moři a vedla k anektování Koreje v roce 1910.

### 1. světová válka (1914–1918)

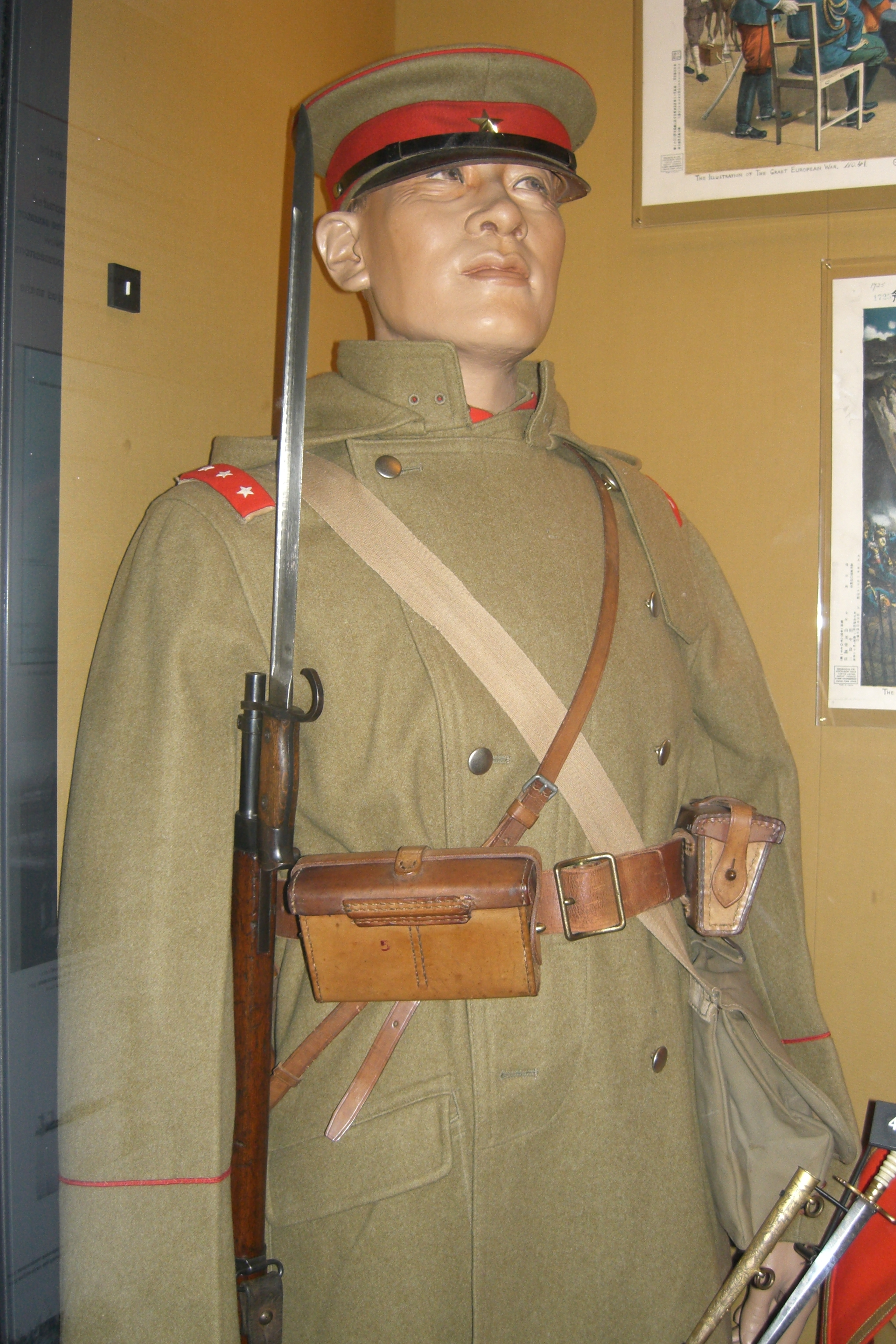
Japonský voják v uniformě z roku 1914

Role Japonska v první světové válce na straně Dohody byla značně omezena na Tichomoří, Oceánii a Čínu. Přesto si ještě v prvních počátcích konfliktu podmanili německé tichomořské kolonie.

### Washingtonská úmluva (1922)
Podle Washingtonská úmluvy (1922) Velká Británie, Francie, Japonsko a Spojené státy omezit stavbu válečných lodí a zrušit opevňování svých kolonií, avšak Japonsko tuto úmluvu ignorovalo a pokračovalo v industrializaci, jež mohla být provedena jen pomocí surovin, na mateřských ostrovech nedostupných (kaučuk, železnou rudu, měď, zinek, cín, nikl, uhlí a hlavně ropa). Tato motivace byla způsobena tím, že populace Japonska rostla rychleji, než schopnost státu své obyvatele uživit. Obchod mezi Japonskými ostrovy a tzv. „Jižní oblastí zdrojů“ (evropské a americké kolonie v Indonésii) však nemohl být v době mezinárodního napětí nebo válečného stavu zaručen.

### Invaze do Mandžuska (1931)
Ve dvacátých letech získali Japonci vliv na čínského důstojníka Čang Cuo-lina, který byl faktickým vládcem Mandžuska. Japonsko posílalo Čangovi zbraně, munici, podpůrný materiál a vojenské poradce, ve snaze upevnit svůj vliv v Číně. V roce 1928 byl však Čang poražen generálem Čankajškem a japonští agenti Čanga zavraždili. Vedení Mandžuska se ujal jeho syn, Čang Süe-liang, který se však vymanil z vlivu Japonska a přísahal věrnost Čankajškově vládě. Kuantungská armáda (10 400 mužů) dostala rozkazy na přípravu invaze do Mandžuska, jež bylo bohaté na nerostné suroviny a úrodnou zemědělskou půdu.
V noci 18. září 1931 provedli japonští agenti zinscenovaný bombový útok na svou jihomandžuskou železniční trať. Mukdenský incident, ze kterého byla obviněna místní čínská posádka, posloužil jako záminka k japonské invazi. 19. září byl obsazen Mukden (Šen-jang) a 18. listopadu Cicikar. Kuantungská armáda, posílená počtem 65 000 mužů obsadila za minimálního odporu ustupujících čínských vojsk do 5. února 1932 celé mandžuské území. 1. března byl vytvořen loutkový stát Mandžukuo do jehož čela byl jmenován Pchu-I, dříve poslední čínský císař. V prosinci Kuantungská armáda, posílená počtem 65 000 mužů porazila Číňany a obsadila zbytek Mandžuska. Tažení skončilo japonským triumfem a v následujících letech Japonsko vyslalo na zajištění tohoto území téměř 700 000 kolonistů. V odporu proti japonské okupaci pokračovalo asi 200 000 partyzánů avšak většinu jednotek se Japoncům podařilo rozprášit.

### Válka v Číně a Vnějším Mongolsku (1937–1941)
Japonsko vyčlenilo pro tažení na 300 000 vojáků, kteří byli dobře vyzbrojení i vycvičení. Číňané měli sice početnou armádu, ale špatný výcvik, nekvalitní výzbroj a absence námořních i leteckých sil je stavěla do velké nevýhody. V letech 1932–1936 následovali japonské akce v severní Číně, Vnitřním Mongolsku a Mandžusku za účelem destabilizace čínské vlády. 7. července 1937 došlo k incidentu na mostě Marca Pola – Japonci uměle vyvolané potyčky na předměstí Pekingu – jenž se stal záminkou pro vypuknutí Druhé čínsko-japonské války.
Japonská armáda rychle obsadila Tchien-ťin i Peking a postoupila na západ a jih. Na podzim se však postup začal zpomalovat kvůli prodloužení zásobovacích tras. 13. srpna se v Šanghaji vylodilo 10 000 vojáků. V listopadu tři japonské armády zaútočili na Nanking (hlavní město nacionalistů) a 13. prosince jej dobyly. Po několik týdnů bylo obyvatelstvo vystaveno teroru, během kterého docházelo k popravám, mučení a hromadnému znásilňování. Tento akt je známý jako „Znásilnění Nankingu“.
V roce 1938 zahájila císařská armáda ofenzívu na Žluté řece a pokračovala v dobývání čínských území. V červenci došlo ke Čangkufengskému incidentu ze kterého byly obviněny (jako obvykle) sovětské pohraniční jednotky. Od 29. července do 11. srpna proběhla bitvu u jezera Chasan, která skončila na mrtvém bodě. V květnu 1939 napadla 6. armáda bez vyhlášení války Mongolsko, jež bylo spojencem SSSR. 20. srpna zahájily sovětské jednotky pod velením generála Žukova mohutný protiútok a v bitvě u řeky Chalchyn japonské síly obklíčili a naprosto zničili. Do té doby to byla největší japonská vojenská porážka. Nejvyšší velení si uvědomilo, že SSSR je příliš silný protivník a útočné operace proti Sovětskému svazu byly ukončeny.
V květnu 1940 byla zahájena ofenzíva v provincii Chu-pej, namířená proti nové baště nacionalistů – Čchung-čchingu. Došlo k první bitvě o Čchang-ša a císařská armáda utrpěla těžké ztráty. Vojáci byly vyčerpaní, unavení a potřebovali doplnit stavy. Bylo proto rozhodnuto vyhlásit mobilizaci a v červenci armáda povolala do zbraně jeden milion mužů (34 divizí). Následovalo masivní posílení bojových jednotek (hlavně Kuantungské armády). V září došlo ke kapitulaci Francie. Francouzská vláda odevzdala Japonsku po německém nátlaku území Indočíny, společně s leteckými a námořními základnami. 27. září byl uzavřen pakt – Osa Berlín–Řím–Tokio. Ve snaze zastavit japonskou agresi vyvíjely USA na Japonsko nátlak prostřednictvím ekonomických embarg, uvalených na export železné rudy, mědi, niklu, strojů a zařízení k těžbě ropy. Japonci tyto sankce ignorovali a dále pokračovali ve své expanzi.
13. dubna 1941 uzavřeli Japonsko a Sovětský svaz dohodu o neútočení. Spojené státy zvýšily tlak a uvalili na Japonsko plíživé ropné embargo. Dodávky ropy začaly být postupně snižovány. V září došlo k druhé bitvě o Čchang-ša, jež skončila vítězstvím Číňanů a zároveň došlo k oficiálnímu schválení ropného embarga vládou USA. Bez domácích ropných zdrojů Japonsko zůstat nemohlo a už 6. září byli schváleny plány na invazi do Nizozemské východní Indie. 16. října byl generál Hideki Tódžó jmenován ministerským předsedou, ministrem války a ministrem vnitra zároveň. 7. prosince uskutečnil admirál Isoroku Jamamoto na americkou tichomořskou flotilu v Pearl Harbor na Havajských ostrovech mohutný letecký útok. USA vstoupily do války.

#### V češtině
- CONNAUGHTON, Richard. Vycházející slunce a skolený medvěd. Praha: BB/art, 2004. ISBN 80-7341-371-X.
- HATA, Ikuhiro; IZAWA, Yasuho; SHORES, Christopher. Jednotky stíhacích letadel japonské armády a jejich esa 1931-1945. Praha: Dobrovský, 2008. ISBN 978-80-87124-04-8.
- JOWETT, Philip. Japonská armáda 1931-1945. Brno: Computer Press, 2007. ISBN 978-80-251-1888-7. Překlad Ospreye.
- NOVOTNÝ, Josef. Causa Dohihara. Plzeň: Laser, 1994. ISBN 80-85601-76-1.

#### Cizojazyčně
- COLLIE, Craig; HAJIME, Marutani. The Path of Infinite Sorrow: The Japanese on the Kokoda Track. Sydney: Allen & Unwin, 2009. Dostupné online. ISBN 978-174175-839-9. (anglicky)
- DREA, Edward J. Japan's Imperial Army: Its Rise and Fall, 1853-1945. Lawrence, Kansas: University Press of Kansas, 2009. ISBN 978-0-7006-1663-3. (anglicky)
- JORDAN, Donald A. China's Trial by Fire: The Shanghai War of 1932. Michigan: University of Michigan, 2001. Dostupné online. ISBN 0-472-11165-5. (anglicky)
- MCCORMACK, David. Japanese Tanks And Armoured Warfare 1932-45: A Military And Political History. [s.l.]: Fonthill, 2021. ISBN 978-1-78155-810-2. (anglicky)
- NESS, Leland. Rikugun: Guide to Japanese Ground Forces 1937-1945, Volume I: Tactical Organization of Imperial Japanese Army & Navy Ground Forces. Solihull: Helion & Company Limited, 2014. ISBN 978-1-909982-00-0. (anglicky)
- NESS, Leland. Rikugun: Guide to Japanese Ground Forces 1937-1945, Volume II: Weapons of the Imperial Japanese Army & Navy Ground Forces. Solihull: Helion & Company Limited, 2015. ISBN 978-1-909982-75-8. (anglicky)
- PAINE, S. C. M. The Sino-Japanese war of 1894-1895: Perceptions, Power, and Primacy. New York: Cambridge University Press, 2009. Dostupné online. ISBN 978-0-521-61745-1. (anglicky)[nedostupný zdroj]
- 戦史叢書 ~  Senši sóšo. Tokio: War History Office of Japan's Ministry of Defense, 1966 až 1980. (japonsky)